# Oberdieten
Oberdieten (mundartlich Uwwerndiere) ist ein Dorf im Westen des Hessischen Hinterlandes und als solches ein Ortsteil der Gemeinde Breidenbach im mittelhessischen Landkreis Marburg-Biedenkopf.

## Geographie

### Lage
Der Ort liegt etwa in der Mitte zwischen Biedenkopf und Dillenburg an der Bundesstraße 253, welche den Ort durchzieht. Bereits im Jahr 1843 wurde die jetzige Bundesstraße als Staatsstraße ausgebaut. Die von Achenbach kommende Landesstraße 3043 mündet in der Ortsmitte ein. Am südlichen Ortsende, Richtung Dillenburg, kann man über die Landesstraße 3331 die Nachbarorte Oberhörlen und Niederhörlen erreichen.

### Klima
Klimatisch liegt Oberdieten wie der gesamte Breidenbacher Grund im Grenzbereich der beiden Klimaräume Nordwest- und Südwestdeutschland, die sich im Bereich Mittelhessen trennen. Das heißt, es gibt sowohl maritime als auch festländische Einflüsse. Das Klima wird daher durch verhältnismäßig kühlere Sommer, aber auch nicht-alpine Wintertemperaturen gekennzeichnet, wobei Niederschläge von durchschnittlich ca. 900 mm ganzjährig fallen.

### Siedlungen und Wüstungen
In der Gemarkung Oberdietens lag die wüst gegangene Siedlung Eberbach, eine Hofstelle rechts des gleichnamigen Bachlaufs nahe der heutigen B253. Heute erinnert noch der Flurname Alter Hof an die ehemalige Siedlung. Auch in der Gemarkung Oberdietens lag die bereits 1589 wüst gegangene Siedlung Stedenhausen, eine Hofstelle an einem in die Diete einmündenden Bachlauf. Heute erinnert noch der Flurname Im Stedenhausen an die ehemalige Siedlung.
Im Achenbachtal an der Straße zwischen Oberdieten und Achenbach liegen die Gehöfte Grenzhof und Waldhof gegenüber voneinander, die aus Aussiedlerhöfen aus den späten 1940er-Jahren hervorgegangen sind.

## Geschichte
Oberdieten wurde erstmals um 1299 als Didinahe urkundlich erwähnt.
Sichere Anhaltspunkte für die genaue Entstehung Oberdietens gibt es nicht. Vermutlich hat es aber wohl spätestens im 9. Jahrhundert bereits eine erste Besiedlung hier gegeben. Namensgeber des Ortes ist der Bach Diete.
Eine urkundliche Ersterwähnung einer Besiedlung des Dietetals stammt aus 1299. In dieser Urkunde wird ein Wiegand von Didenau erwähnt. Daher gilt dieses Jahr, ebenso wie im benachbarten Niederdieten, als offizielles Gründungsjahr.
Seit 1395 gehörte Oberdieten zum Gericht Melsbach, das um 1500 mit den Gerichten Breidenbach und Wallau zusammengefasst war. Ab 1577 zählte Oberdieten zum Gericht (Amt) Breidenbacher Grund.
In weitere Urkunden wurde der Ort unter verschiedenen Namen erwähnt (Dydena (1395), Oberndiedena (1395), Obirdydin (1452), Obern Diden (1487), Uberndedennau (1492), über Oberndiedn (1677), Ober-Dieten).
Im Mittelalter hatte die Zivilbevölkerung des damals kleinen Oberdieten (1577 gab es hier 10 Häuser) mit den für die damalige Zeit üblichen Schwierigkeiten und Ängsten zu kämpfen. In der Zeit des Dreißigjährigen Krieges hatte die Dorfbevölkerung neben den Kriegswirren auch extrem unter der Pest zu leiden. Fast jeder vierte Bewohner starb an dieser Seuche, ganze Familien wurden ausgerottet. Zwischen Ende 1635 und Ende 1636 starben allein in Oberdieten mindestens 34 Personen.
So folgte Schreckenszeit auf Schreckenszeit, kaum waren Kriegsschulden getilgt und die Gehöfte instand gesetzt, kamen neue Lasten und Kriege hinzu.
Vier Oberdietener junge Männer nahmen unter Napoleon an dessen Schlachten in Spanien und Russland teil und sind im Osten gefallen.
Die größten Opfer forderten die beiden Weltkriege des 20. Jahrhunderts. Im Ersten Weltkrieg fielen 20 Männer aus Oberdieten, zwei wurden vermisst; im Zweiten Weltkrieg starben 25 Soldaten aus Oberdieten, vermisst wurden 13 Männer. Des Weiteren starb eine Zivilperson, eine Frau ist im Konzentrationslager umgekommen.
Im Jahr 1817 kam es in Oberdieten zu einem Großbrand, bei dem zehn Häuser zerstört wurden, ein junger Mann starb dabei. Durch diesen Brand wurde auch das Haus des damaligen Bürgermeisters zerstört, und mit dem Haus auch sehr viele historische Unterlagen.
Ein weiterer Großbrand richtete im Juni 1981 in einem Sägewerk einen Sachschaden von damals 3.000.000 DM an.
Die Statistisch-topographisch-historische Beschreibung des Großherzogthums Hessen berichtet 1830 über Oberdieten:

„Oberdieten (L. Bez. Battenberg) evangel. Filialdorf; liegt 6 1⁄4 St. von Battenberg, und gehört dem Freiherrn von Breidenstein. Der Ort hat 39 Häuser und 249 evangelische Einwohner, so wie 2 Mahlmühlen. In der Nähe stehet eine Warte, die 2106 Hess. (1620 Par.) Fuß über der Meeresfläche erhaben ist. – Oberdieten hieß früher Obbern–Dydena. Im Jahr 1756 wurde am Hellerberg Bergbau getrieben.“

Erst 1920, und damit doch etwas später als die meisten benachbarten Orte, konnten die Bürger Oberdietens ihre Bedenken gegen elektrisches Licht überwinden – so erstrahlte erst am 17. September 1920 erstmals elektrisches Licht im Dorf.

### Historische Namensformen
Historisch dokumentierte Erwähnungen des Ortes sind:
- Didinahe, de (1299)
- Dydena (1395)
- Oberndiedena (1395)
- Obirdydin (1452)
- Obern Diden (1487)
- Uberndedennau (1492)
- Oberndiedn (1677)

### Gebietsreform
Am 1. Juli 1974 wurde die bis dahin eigenständige Gemeinde Oberdieten im Zuge der Gebietsreform in Hessen kraft Landesgesetz in die Gemeinde Breidenbach eingegliedert. Letzter Bürgermeister war Heinrich Weigel.
Für Oberdieten wurde, wie für alle in der Gebietsreform eingegliederten Gemeinden von Breidenbach, ein Ortsbezirk mit Ortsbeirat und Ortsvorsteher nach der Hessischen Gemeindeordnung gebildet.

### Steinbruch
Nordwestlich von Oberdieten, im Grenzgebiet nach Kleingladenbach, gab es einen inzwischen stillgelegten Diabas-Steinbruch. Die Nutzung dieses harten Gesteins geht bis in frühere Jahrhunderte zurück. Um das Jahr 1900 wurde mit dem gewerblichen Abbau des Steinmaterials begonnen, 1993 wurde der Betrieb geschlossen.
In dem Steinbruch entstanden durch Sprengungen zwei kleine Seen, darunter der heutige Silbersee. Der andere, kleinere See wurde zugeschüttet.

### Schule
In der Nähe des alten Kirchengebäudes befand sich auch die erste erwähnte Oberdietener Schule. Seit wann genau in der Schule unterrichtet wurde, ist ungewiss, vermutlich jedoch bereits um mindestens 1750, eher bereits früher.
Ab 1828 hatte Oberdieten zusammen mit Achenbach eine „Doppelschule“. Vormittags wurde in dem einen, nachmittags in dem anderen Ort unterrichtet.
Im Jahre 1842 wurde das alte, baufällige Schulgebäude abgetragen und nach Biedenkopf verkauft. Im Jahre 1846 wurde ein neues Schulhaus fertiggestellt, in dem über 100 Jahre unterrichtet wurde und in dem auch die Lehrerwohnung untergebracht war.
Ab 1930 bemühte man sich um einen modernen Neubau. Steigende Kinderzahl, dadurch auch ein zu kleiner Schulhof, durch das Alter steigende Reparaturkosten, mangelnde hygienische Bedingungen und anderes mehr veranlassten zu der Überlegung eines Neubaus. Auch durch die Kriegswirren und mangelnde finanzielle Möglichkeiten dauerte es aber bis Ende 1953, bis die neue Schule eingeweiht werden konnte. Diese hatte neben den Klassenräumen auch einen Werkraum und eine Küche, in der sich bis 1960 die „Kochschule“ befand.
Nach Ende des Zweiten Weltkrieges, als zusätzlich die Kinder der Heimatvertriebenen die Schule besuchten, unterrichteten zeitweise drei Lehrer an der Schule.
Seit 1966 besuchen die Schüler ab der Jahrgangsstufe 5 die Mittelpunktschule Breidenbach oder andere, weiterführende Schulen. Nachdem die Grundschule im benachbarten Achenbach Ende 1969 komplett geschlossen wurde, besuchen seit 1970 auch die Achenbacher Kinder die Grundschule in Oberdieten. Seit 1993 befindet sich bei der Schule eine Kleinsporthalle, in den Jahren 1997/98 wurde die Schule grundlegend renoviert.

### Territorialgeschichte und Verwaltung im Überblick
Die folgende Liste zeigt im Überblick die Territorien, in denen Oberdieten lag, bzw. die Verwaltungseinheiten, denen es unterstand:
- vor 1567: Heiliges Römisches Reich, Landgrafschaft Hessen, Amt Blankenstein, Grund Breidenbach (Untergericht, Gericht Melsbach; das um 1500 mit den Gerichten Breidenbach und Wallau zusammengefasst war)[8]
- ab 1567: Heiliges Römisches Reich, Landgrafschaft Hessen-Marburg, Amt Blankenstein, Grund Breidenbach (ab 1577: Gericht Grund Breidenbach)
- 1604–1648: strittig zwischen Hessen-Kassel und Hessen-Darmstadt (Hessenkrieg)
- ab 1604: Heiliges Römisches Reich, Landgrafschaft Hessen-Kassel, Amt Blankenstein, Grund Breidenbach
- ab 1627: Heiliges Römisches Reich, Landgrafschaft Hessen-Darmstadt, Oberfürstentum Hessen, Amt Blankenstein, Grund Breidenbach (Untergericht)[9][10]
- ab 1806: Rheinbund, Großherzogtum Hessen, Oberfürstentum Hessen, Amt Blankenstein, Grund Breidenbach, Gericht Breitenbach[11]
- ab 1815: Deutscher Bund, Großherzogtum Hessen, Provinz Oberhessen, Amt Blankenstein, Grund Breidenbach[12]
- ab 1821: Deutscher Bund, Großherzogtum Hessen, Provinz Oberhessen, Landratsbezirk Battenberg[Anm. 1]
- ab 1832: Deutscher Bund, Großherzogtum Hessen, Provinz Oberhessen, Kreis Biedenkopf
- ab 1848: Deutscher Bund, Großherzogtum Hessen, Regierungsbezirk Biedenkopf
- ab 1852: Deutscher Bund, Großherzogtum Hessen, Provinz Oberhessen, Kreis Biedenkopf
- ab 1867: Norddeutscher Bund, Königreich Preußen, Provinz Hessen-Nassau, Regierungsbezirk Wiesbaden, Kreis Biedenkopf (übergangsweise Hinterlandkreis)[10]
- ab 1871: Deutsches Reich, Königreich Preußen, Provinz Hessen-Nassau, Regierungsbezirk Wiesbaden, Kreis Biedenkopf
- ab 1918: Deutsches Reich, Freistaat Preußen, Provinz Hessen-Nassau, Regierungsbezirk Wiesbaden, Kreis Biedenkopf
- ab 1932: Deutsches Reich, Freistaat Preußen, Provinz Hessen-Nassau, Regierungsbezirk Wiesbaden, Landkreis Dillenburg
- ab 1933: Deutsches Reich, Freistaat Preußen, Provinz Hessen-Nassau, Regierungsbezirk Wiesbaden, Landkreis Biedenkopf
- ab 1944: Deutsches Reich, Freistaat Preußen, Provinz Nassau, Landkreis Biedenkopf
- ab 1945: Amerikanische Besatzungszone, Groß-Hessen, Regierungsbezirk Wiesbaden, Landkreis Biedenkopf
- ab 1949: Bundesrepublik Deutschland, Land Hessen (seit 1946), Regierungsbezirk Wiesbaden, Landkreis Biedenkopf
- ab 1968: Bundesrepublik Deutschland, Land Hessen, Regierungsbezirk Darmstadt, Landkreis Biedenkopf
- ab 1974: Bundesrepublik Deutschland, Land Hessen, Regierungsbezirk Kassel, Landkreis Marburg-Biedenkopf
- am 1. Juli 1974 wurde Oberdieten als Ortsteil der Gemeinde Breidenbach eingegliedert.
- ab 1981: Bundesrepublik Deutschland, Land Hessen, Regierungsbezirk Gießen, Landkreis Marburg-Biedenkopf

### Bevölkerung

#### Einwohnerentwicklung
Quelle: Historisches Ortslexikon
| • 1577: | 010 Hausgesesse                                                            |
| • 1630: | 015 Hausgesesse (6 zweispännige, 7 einspännige Ackerleute, 2 Einläuftige). |
| • 1677: | 021 Männer, 2 Witwen, 9 Jungmannschaften, 11 ledige Mannschaften.          |
| • 1742: | 028 Haushalte                                                              |
| • 1791: | 205 Einwohner                                                              |
| • 1800: | 205 Einwohner                                                              |
| • 1806: | 216 Einwohner, 34 Häuser                                                   |
| • 1829: | 249 Einwohner, 39 Häuser                                                   |

| Oberdieten: Einwohnerzahlen von 1791 bis 2020 | Oberdieten: Einwohnerzahlen von 1791 bis 2020 | Oberdieten: Einwohnerzahlen von 1791 bis 2020 | Oberdieten: Einwohnerzahlen von 1791 bis 2020 | Oberdieten: Einwohnerzahlen von 1791 bis 2020 |
| --- | --------------------------------------------- | --------------------------------------------- | --------------------------------------------- | --------------------------------------------- |
| Jahr |                                               |                                               |                                               | Einwohner                                     |
| 1791 | 1791                                          |                                               | 205                                           | 205                                           |
| 1800 | 1800                                          |                                               | 205                                           | 205                                           |
| 1806 | 1806                                          |                                               | 216                                           | 216                                           |
| 1829 | 1829                                          |                                               | 249                                           | 249                                           |
| 1834 | 1834                                          |                                               | 275                                           | 275                                           |
| 1840 | 1840                                          |                                               | 286                                           | 286                                           |
| 1846 | 1846                                          |                                               | 309                                           | 309                                           |
| 1852 | 1852                                          |                                               | 303                                           | 303                                           |
| 1858 | 1858                                          |                                               | 304                                           | 304                                           |
| 1864 | 1864                                          |                                               | 283                                           | 283                                           |
| 1871 | 1871                                          |                                               | 265                                           | 265                                           |
| 1875 | 1875                                          |                                               | 278                                           | 278                                           |
| 1885 | 1885                                          |                                               | 292                                           | 292                                           |
| 1895 | 1895                                          |                                               | 325                                           | 325                                           |
| 1905 | 1905                                          |                                               | 363                                           | 363                                           |
| 1910 | 1910                                          |                                               | 382                                           | 382                                           |
| 1925 | 1925                                          |                                               | 426                                           | 426                                           |
| 1939 | 1939                                          |                                               | 481                                           | 481                                           |
| 1946 | 1946                                          |                                               | 664                                           | 664                                           |
| 1950 | 1950                                          |                                               | 648                                           | 648                                           |
| 1956 | 1956                                          |                                               | 603                                           | 603                                           |
| 1961 | 1961                                          |                                               | 613                                           | 613                                           |
| 1967 | 1967                                          |                                               | 649                                           | 649                                           |
| 1980 | 1980                                          |                                               | ?                                             | ?                                             |
| 1990 | 1990                                          |                                               | ?                                             | ?                                             |
| 2000 | 2000                                          |                                               | ?                                             | ?                                             |
| 2011 | 2011                                          |                                               | 768                                           | 768                                           |
| 2015 | 2015                                          |                                               | 745                                           | 745                                           |
| 2020 | 2020                                          |                                               | 738                                           | 738                                           |
| Datenquelle: Historisches Gemeindeverzeichnis für Hessen: Die Bevölkerung der Gemeinden 1834 bis 1967. Wiesbaden: Hessisches Statistisches Landesamt, 1968. Weitere Quellen: ; Gemeinde Breitenbach:; Zensus 2011 |                                               |                                               |                                               |                                               |

#### Religionszugehörigkeit
Quelle: Historisches Ortslexikon
| • 1829: | 249 evangelische (= 100 %) Einwohner                                       |
| • 1885: | 292 evangelische (= 100 %) Einwohner                                       |
| • 1961: | 491 evangelische (= 80,10 %), 66 römisch-katholische (= 10,77 %) Einwohner |

#### Erwerbstätigkeit
Quelle: Historisches Ortslexikon
| • 1867: | Erwerbspersonen: 131 Landwirtschaft, 1 Forstwirtschaft, 2 Bergbau und Hüttenwesen, 9 Gewerbe und Industrie, 8 Verkehr, 1 persönliche Dienstleistungen, 1 Erziehung und Unterricht. |
| • 1961: | Erwerbspersonen: 156 Land- und Forstwirtschaft, 163 produzierendes Gewerbe, 15 Handel und Verkehr, 23 Dienstleistungen und sonstiges.                                              |

### Religion
Im 15. Jahrhundert stand der Ort unter dem Dekanat Breidenbach des Archidiakonats St. Stephan zu Mainz. Nach Einführung der Reformation in der zweiten Hälfte des 16. Jahrhunderts gehörte Oberdieten zum Kirchspiel Breidenbach. Wegen der Größe des Kirchspiels (insgesamt neun Dörfer) löste sich die Evangelische Kirchengemeinde Oberdieten 1665 von Breidenbach. Seit 1965 besteht das Kirchspiel Oberdieten mit den Filialorten Achenbach und Niederdieten.

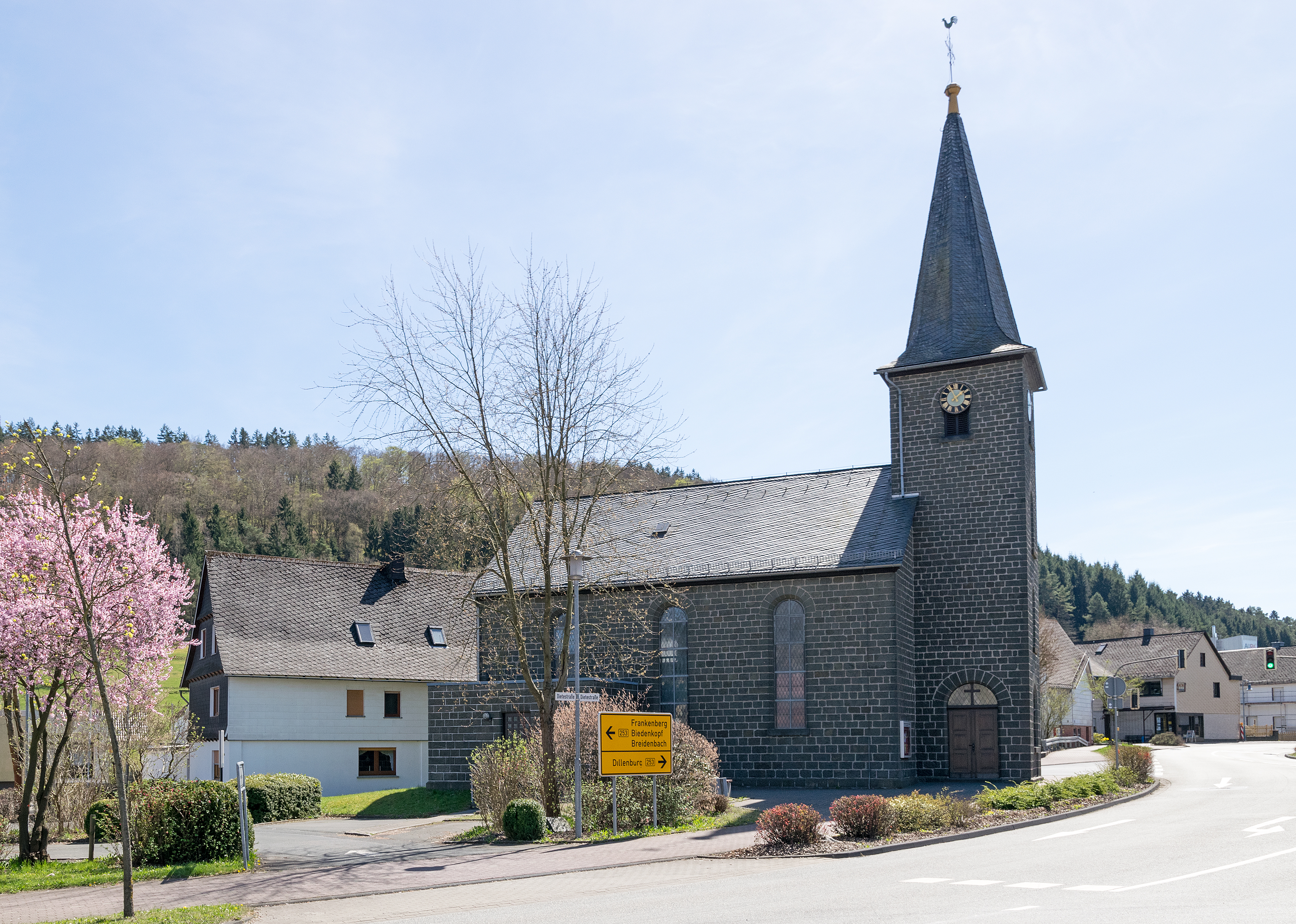
Evangelische Kirche von 1879

Über das alte Kirchengebäude ist sehr wenig bekannt, es befand sich an anderer Stelle als die heutige Kirche, „Am Rain“, am nördlichen Dorfrand gelegen. Diese war in den 1840er Jahren so baufällig, dass die Reparaturkosten in keinem Vergleich zu einem Neubau standen. Innerhalb der Gemeinde entstand ein Streit, ob ein geplanter Neubau an gleicher Stelle stattfinden soll oder eher mitten im Dorf, an der Hauptstraße. 1876 entschied man sich für letzteren Schritt, 1879 wurde der Neubau eingeweiht. Die Kirche entstand komplett, von den Außenmauern bis zur Dachkonstruktion, aus Diabasblöcken aus dem heimischen Steinbruch.
Die Einwohner mit römisch-katholischem Glauben, deren Anzahl nach dem Zweiten Weltkrieg deutlich zugenommen hatte, gehören zur Kirchengemeinde „Maria Himmelfahrt“ in Breidenbach.
Außerdem gibt es im Ort eine Christliche Versammlung und Mitglieder der Freien evangelischen Gemeinde.

## Politik

### Ortsbeirat
- SPD: 2
- CDU: 3

Oberdieten verfügt als Ortsbezirk über einen Ortsbeirat, bestehend aus fünf Mitgliedern, dessen Vorsitzender ein Ortsvorsteher, derzeit Manfred Rau (CDU), ist. Für die Sitzverteilung siehe die nebenstehende Grafik.

### Wappen
Am 14. Dezember 1959 genehmigte der Hessische Minister des Innern das Wappen mit folgender Beschreibung:
| Wappen von Oberdieten | Blasonierung: „In Gold ein gabelförmig gespaltener blauer Wellenbalken (Bachlauf), belegt und unterlegt von zwei gekreuzten roten Schwertern.“ |
| Wappen von Oberdieten | Wappenbegründung: Grundlage für das Wappen ist eine im Ort überlieferte Sage über das sogenannte „Streitwasser“ des Dietebaches. Demnach soll dieser Bach zwischen den Einwohnern von Ober- und Niederdieten und den Einwohnern des benachbarten Simmersbach strittig gewesen sein. Die Einwohner von Simmersbach sollen versucht haben, die Diete für ihre Zwecke abzuleiten. Die Einwohner von Ober- und Niederdieten setzten sich aber gegen diesen gewaltsamen Eingriff ebenso gewaltsam zur Wehr und erzwangen so die Rückleitung der Diete in ihr altes Bett. Von diesem Sagenstoff geht das Wappen aus, indem es die Aufspaltung des Bachlaufes und den darüber geführten Streit durch das das gespaltene Bachbett symbolisch durchkreuzende Schwertpaar darstellt. |

## Vereine
Oberdieten ist, obwohl es kein großes Dorf ist, ein Dorf mit vielen Vereinen. Es gibt den CVJM, eine DRK-Seniorengymnastikgruppe, den Evangelischen Frauenchor, einen Feuerwehrverein, die Freiwillige Feuerwehr, einen gemischten Chor der Evangelischen Kirchengemeinde, gemeinsam mit Niederdieten eine Gymnastikgruppe, den Jugendclub 09 Oberdieten, eine Jugendfeuerwehr, einen Männerchor des CVJM, eine Männergymnastikgruppe, den Kinder- und Jugendchor „Musikflöhe“, den Verein der Freunde und Förderer der Grundschule und den Verein der Freunde und Förderer Oberdietens.
Daneben gibt es weitere Vereine, die mit Vereinen aus der näheren Nachbarschaft fusionierten.

## Wirtschaft und Infrastruktur
Ursprünglich war Oberdieten ein von Land- und Forstwirtschaft geprägtes Dorf. Beides spielt jetzt nur noch eine untergeordnete Rolle. Mit Beginn der Industrialisierung ab dem 20. Jahrhundert entwickelten sich auch in Oberdieten diverse Klein- und Mittelstandsbetriebe.

### Unternehmen und Gewerbe
AGRO-Grebe (Holzwaren, gegründet 1872 als Wagnerei und Stellmacherei), Dilling Bauunternehmen (gegründet 1930), Dilling-Weigel Bauunternehmen (gegründet 1992), Fa. Schneider (Transport- und Lagerbehälter, gegründet 1963), Natursteinwerk Gebr. Müller (Steinmetz- und Bildhauerarbeiten, gegründet 1930), Natursteinwerk Rau (Steinmetzarbeiten, gegründet 1928), Autohaus Gebr. Reitz (seit 1985, ursprünglich als Schmiede bereits in 1878 gegründet) sowie Fa. Rein und Sänger (Zimmerei und Ingenieurholzbau, gegründet 1872).
Südwestlich von Oberdieten am Ortsausgang in Richtung Simmersbach / Oberhörlen entsteht zurzeit das neue Gewerbegebiet „Auf dem Eberbach“, wo sich seit Beginn des 21. Jahrhunderts weitere Firmen angesiedelt haben, u. a. das Solarzentrum Mittelhessen (gegründet 2005) und die Fa. Heinz (Karussellbau). Daneben befinden sich noch einige Handwerksbetriebe (Metzgerei, Bäckerei, Lebensmittel) im Ort.

### Energie

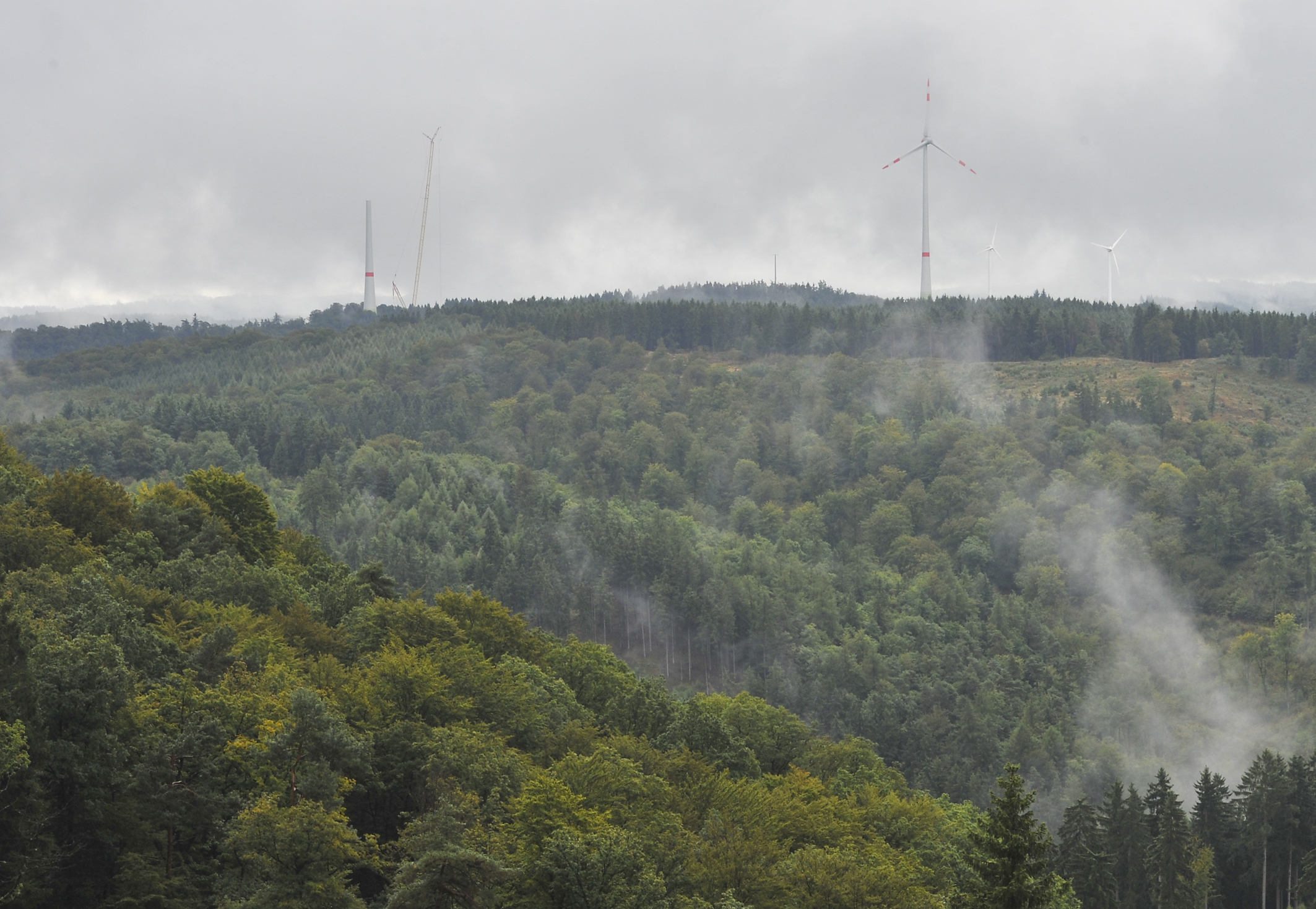
Bau des dritten Windrades, rechts noch zwei der früheren Windräder

Auf dem Gelände des Steinbruchs Oberdieten wurden 1995 drei Windkraftanlagen errichtet. Zwei davon wurden 2011/2013 zurückgebaut und jeweils im Rahmen eines Repowering durch eine große 3-Megawatt-Anlage mit einer Nabenhöhe von 135 m ersetzt. Beide neuen Anlagen produzieren dabei jährlich geschätzte 14 Mio. kWh, womit ca. 3000 Haushalte versorgt werden können. Sie sind vom Typ Enercon E-101. Die Anlagen werden von der Firma Strauch & Strauch betrieben.

### Verkehr
Der Ort ist durch folgende Buslinien über die Haltestellen Hofstadt, Neue Achenbacher Straße und Grundschule an das ÖPNV-Netz des RMV angebunden:
- X41: Dillenburg–Eschenburg–Biedenkopf (und zurück) (Expressbus)
- MR-51: Biedenkopf–Niedereisenhausen–Friedensdorf–Biedenkopf
- MR-52: Biedenkopf–Friedensdorf–Niedereisenhausen-Biedenkopf

## Persönlichkeiten
- Friedhelm Debus (1932–2023), Germanist, geboren in Oberdieten